# Дяволтва
Дяволтва (или Делтува) — историческая область, находившаяся между Литвой и Жемайтией. Сын Миндовга Войшелк в 1264 году совершил поход «на Нальшаны и Дяволтву», по косвенным данным успешный. Следует отметить, что границы этой и соседних областей никогда не были чётко обозначены, а относительно точной их конфигурации на картах у историков нет консенсуса. Дяволтва упоминается в Ипатьевской летописи.